# Mendigorría
Mendigorría település Spanyolországban, Navarra autonóm közösségben. Mendigorría Larraga, Artajona, Obanos, Puente La Reina, Mañeru, Cirauqui, Villatuerta és Oteiza községekkel határos. Lakosainak száma 1218 fő (2024).

## Népesség
A település népessége az elmúlt években az alábbi módon változott:
| Lakosok száma | 919  | 1013 | 1061 | 1062 | 1066 | 1078 | 1053 | 1086 | 1112 | 1218 |
|               | 2001 | 2004 | 2006 | 2009 | 2011 | 2014 | 2016 | 2019 | 2021 | 2024 |